# 源興居
源興居，又稱王厝營，位在台灣新北市三芝區三芝旅遊服務中心正後方，傳統閩南三合院建築，為中華民國前總統李登輝的祖厝，2024年指定為新北市紀念建築。